# 曼特城
曼特城是墨西哥的城市，由塔毛利帕斯州負責管轄，位於該國東部，面積1,699平方公里，海拔高度80米，受熱帶氣候影響，每年平均降雨量超過1,000毫米，2005年人口112,061。

## 外部連結
- Ciudad Mante （页面存档备份，存于） Website of El Mante
- El Mante （页面存档备份，存于） Official Website of El Mante, Tamaulipas